# Wilhelm Muhrmann
Wilhelm Muhrmann (* 23. November 1906 in Iserlohn; † 27. März 1986 ebenda; Pseudonyme: PK Muhrmann, Pit van Loon, Eberhard Muri, Wolfgang Förster, Jutta Steiner, Aja Berg, Alrun von Berneck, R.A. Dieschen, Arlette Antibes, Daisy Osterburg, Willein van Yzeren-Loon, Klaus Hansen, Monika Basse) war ein deutscher Schriftsteller, der mehr als hundert Kriminal- und Unterhaltungsromane verfasst hat.

## Leben
Muhrmann besuchte die Oberrealschule in Iserlohn, die er mit der Mittleren Reife abschloss. Anschließend absolvierte er eine kaufmännische Lehre. Sodann arbeitete er bis 1931 in der Metallwarenfabrik seiner Eltern mit. In dieser Zeit besuchte er auch die Iserlohner Handelsschule (1926/1927).
Ab 1931 war Wilhelm Muhrmann Redakteur für den Stadt- und Landkreis Iserlohn beim General-Anzeiger für Dortmund, Westfälische Landeszeitung Rote Erde. 1933 wurde er Leiter der Hauptagentur dieser Zeitung in Iserlohn. 1930 trat Muhrman in die NSDAP ein, der er bereits Ende der 1920er Jahre nahestand. Anfang der 1930er Jahre wurde er Propagandaleiter und Kreisgeschäftsführer der Partei. 1939 wurde er Leiter der Bezirksredaktion Arnsberg der Zeitung. Ab 1941 war Muhrmann als Dolmetscher für Niederländisch im Kriegsgefangenenlager Stammlager VI A in Hemer tätig. Als Journalist verwendete er in dieser Zeit den Autorennamen PK Muhrmann. Von 1941 bis 1945 war Muhrmann Chef vom Dienst der Deutschen Zeitung in den Niederlanden.
Nach 1945 war Muhrmann als Schriftsteller und Journalist bei verschiedenen Zeitungen tätig. Um 1950 trat er in die FDP ein, deren Kreisgeschäftsführer er von 1961 bis 1971 war.
Wilhelm Muhrmann, der zwischenzeitlich auch in Hamburg wohnte, starb 1986 in seiner Geburtsstadt. Aus seinem Nachlass werden Werkmanuskripte, Korrespondenzen, Lebensdokumente, Werkrezensionen und eine Nachlassbibliothek im Stadtarchiv Iserlohn aufbewahrt.

## Werke (Auswahl)
- Gisela und der Baron (1951, Pseudonym Jutta Steiner)
- Vergib mir meine Schuld (1951, Jutta Steiner)
- Baronesse Ina (1952, Jutta Steiner)
- Laß mich nie mehr allein! (1952, Jutta Steiner)
- Liebst Du auch die Richtige? (1952, Jutta Steiner)
- Nein, einen Grafen will ich nicht! (1952, Jutta Steiner)
- Olivia läßt sich nicht scheiden (1952, Jutta Steiner)
- Peter, entscheide Dich! (1952, Jutta Steiner)
- War deine Liebe nur ein Spiel? (1952)
- Was ein Herz ertragen kann (1952)
- Wohin steuerst Du, Ulla? (1952, Jutta Steiner)
- Auf Schloß Ahrenshofen (1953, Alrun von Berneck)
- Die Zigeunerprinzessin (1953, Jutta Steiner)
- Du mußt es ja wissen, Trixi! (1953, Alrun von Berneck)
- Ich brauche Deine Liebe (1953, Jutta Steiner)
- Ich will stets dein Beschützer sein (1953, Alrun von Berneck)
- Nur der Tod kann uns scheiden (1953, Alrun von Berneck)
- Warum hast du mich verlassen? (1953, Alrun von Berneck)
- Das Burgfräulein von Rabenstein (1954, Alrun von Berneck)
- Eine falsche Gräfin rächt sich (1954, Alrun von Berneck)
- Mein Kind gebe ich niemals her (1954, Alrun von Berneck)
- Nie werde ich den Tag vergessen (1954, Alrun von Berneck)
- Tränen tun so weh (1954, Alrun von Berneck)
- Und die Jahre gingen dahin … (1954)
- Wie einst im Mai (1954, Jutta Steiner)
- Es schlug ein treues Mutterherz (1955, Alrun von Berneck)
- Ihr Glück war schwer erkämpft (1955, Alrun von Berneck)
- Karins neuer Vater (1955, Alrun von Berneck)
- Tränen der Liebe (1955, Alrun von Berneck)
- Das Kaliber war 08 (1956, Pit van Loon)
- Du löstest den Fluch (1957, Alrun von Berneck)
- Erfüllter Traum (1957, Alrun von Berneck)
- Marinas reicher Onkel (1957, Alrun von Berneck)
- Wo die Tannen rauschen (1957, Alrun von Berneck)
- Die Liebe seines Lebens (1958, Alrun von Berneck)
- Du, immer nur Du (1958, Alrun von Berneck)
- Mein Liebster ist so fern (1958, Alrun von Berneck)
- Die Liebe seines Lebens (1958)
- Casanova ist ganz anders (1960)
- Die Entscheidung des Mathias Ambrock (1960)
- … und Gott ging außer Landes (1980)
- Das erwachende Herz (1984)